# ریچمند فورسون
ریچمند فورسون (انگلیسی: Richmond Forson؛ زادهٔ ۲۳ مهٔ ۱۹۸۰) یک بازیکن فوتبال اهل توگو است.
وی همچنین در تیم ملی فوتبال توگو بازی کرده‌است.